# Ч
Das Ч (Kleinbuchstabe ч) ist ein Buchstabe des kyrillischen Alphabets. Die Aussprache ist /t͡ʃ/ oder palatalisiert (im Russischen ausschließlich) /t͡ɕ/.
Das Ч stammt von glagolitischen Buchstaben Tscherw (Ⱍ) ab, dieser Buchstabe wiederum basiert auf dem hebräischen Buchstaben Tzade. Im System der glagolitischen Zahlen hatte es einen Wert von 1000.
Im frühen kyrillischen Alphabet ähnelte der Buchstabe noch einem lateinischen Ypsilon, bewegte sich aber früh zu seiner heutigen Form. Vom kyrillischen Koppa übernahm es den Zahlenwert von 90 im kyrillischen Zahlensystem.
In der alten Orthografie des Zhuang wurde der Buchstabe für den 4. Ton verwendet, da es der Zahl 4 ähnlich sieht. In der Reform von 1986 wurde es durch das X ersetzt.

## Zeichenkodierung
| Standard  | Standard    | Majuskel Ч                  | Minuskel ч                |
| --------- | ----------- | --------------------------- | ------------------------- |
| Unicode   | Codepoint   | U+0427                      | U+0447                    |
| Unicode   | Name        | CYRILLIC CAPITAL LETTER CHE | CYRILLIC SMALL LETTER CHE |
| UTF-8     | UTF-8       | D0 A7                       | D1 87                     |
| XML/XHTML | dezimal     | &#1063;                     | &#1095;                   |
| XML/XHTML | hexadezimal | &#x0427;                    | &#x0447;                  |